# Russ Kun
Russ Joseph Kun (1975. szeptember 8. –) naurui politikus, 2022-től 2023-ig Nauru elnöke.

## Életrajz
2005-ben a Kereskedelmi, Ipari és Erőforrásügyi Minisztérium megbízott államtitkára volt, majd 2008-ban főtitkára.
Kunt először 2013-ban választották a parlamentbe. 2016-ban, 2019-ben és 2022-ben újraválasztották.
A 2022-es általános választások utáni első parlamenti ülésen Kun volt az egyetlen jelölt Nauru elnöki posztjára. Szeptember 29-én tette le az esküt kabinetjével együtt. Saját portfóliói közé tartozik a külügy, valamint az igazságszolgáltatás és a határellenőrzés.